# 郁文华
郁文华（1921年—2014年1月27日），江苏吴县人，中华人民共和国画家。

## 生平
早年师从蔡铣、张石园和张大千，擅长山水、人物和花鸟画，尤擅长画牡丹闻名画坛。后担任上海中国画院画师、上海市文史研究馆馆员、上海大风堂书画研究会会长。2014年去世。